# Schronisko PTTK na Równicy
Schronisko PTTK na Równicy – obiekt turystyczny Polskiego Towarzystwa Turystyczno-Krajoznawczego, dawniej górskie schronisko turystyczne, od 2016 mające status gościńca. Położone w Beskidzie Śląskim, na skraju rozległej polany opadającej w kierunku południowo-zachodnim spod szczytu Równicy, na wysokości 758 m n.p.m. Administracyjnie w granicach miasta Ustronia.

## Historia

### Lata II Rzeczypospolitej
W 1921 niemiecki „Touristenverein” (Towarzystwo Turystyczne) z Ustronia kupił od rodziny Cieślarów parcelę, obejmującą fragment polany pod szczytem Równicy o powierzchni 750 m². Na niej w 1923 z inicjatywy działaczy „Touristenverein” i Zarządu Kąpielowego w Ustroniu doraźnie zawiązana spółka Ustroniaków (W. Scharbert – właściciel sklepu, H. Szwarc – dyrektor fabryki Breviller-Urban, H. Jezierski – urzędnik tej fabryki, L. Schretner – leśniczy i F. Śniegoń – lekarz) wybudowała niewielkie, drewniane schronisko turystyczne na kamiennym podmurowaniu, ze stromym dachem krytym gontem. Na parterze obiektu mieścił się bufet, jadalnia i otwarta weranda, natomiast na piętrze dwie sypialnie z 12 miejscami noclegowymi. Obiekt otwarto w lipcu 1923.
W 1926 obiekt odkupił Oddział Górnośląski Polskiego Towarzystwa Tatrzańskiego w Katowicach i w ciągu niecałych dwóch lat praktycznie od nowa wybudował stylowe, drewniane schronisko. Oprócz środków własnych i kredytu hipotecznego uzyskanego pod zastaw nieruchomości na Równicy konto budowy zasiliła również subwencja ówczesnego Ministerstwa Robót Publicznych oraz dotacja z funduszy Wydziału Oświecenia Śląskiego Urzędu Wojewódzkiego. Na parterze schronisko posiadało bufet i salę jadalną otoczone trzema oszklonymi werandami oraz 2 pokoje gościnne, na piętrze 8 sypialni na 26 łóżek, na poddaszu wspólną sypialnię z 30 miejscami, w podpiwniczeniu – pomieszczenia gospodarcze. Posiadało ogrzewanie piecami kaflowymi, instalację wodociągową i kanalizację.
Już w 1927 schronisko zaczęło obsługiwać turystów, chociaż zakończenie prac budowlanych miało miejsce dopiero wiosną 1928, a uroczyste poświęcenie 2 czerwca 1929 roku. Początkowo obiekt był dzierżawiony, a pierwszym gospodarzem był emerytowany kapitan Wojska Polskiego, Leon Zatloukal z Goleszowa. W 1930 Oddział Górnośląski PTT sam przejął jego prowadzenie, a kierownikiem został pochodzący z Częstochowy Wit Maciejewski.
W 1928 staraniem PTT do schroniska wyznakowano ścieżki z Ustronia doliną Gościradowca (kolorem czerwonym) i z Brennej (zielonym), a także grzbietowy szlak niebieski, łączący Równicę przez Orłową, Trzy Kopce Wiślańskie i Przełęcz Salmopolską z Malinowską Skałą w głównym grzbiecie Pasma Wiślańskiego. W 1931 turyści mieli już również do dyspozycji czerwono znakowany szlak z Polany przez Jaszowiec. Wkrótce powstała także (kosztem 237 tys. ówczesnych złotych) malownicza, serpentynowa droga do schroniska, prowadząca z Ustronia Polany przez Jaszowiec. Wybudowały ją i wybrukowały w latach 1933–1934 tzw. Ochotnicze Drużyny Robotnicze, o czym informuje skromna płyta pamiątkowa wykuta w miejscowym piaskowcu, widoczna do dziś przy placyku na końcu drogi. Dzięki temu obiekt stał się prawdopodobnie pierwszym w Beskidach schroniskiem górskim, do którego drzwi goście mogli dojechać samochodem. Wśród gości schroniska byli m.in. ówczesny prezydent Rzeczypospolitej Polskiej Ignacy Mościcki oraz wojewoda śląski Michał Grażyński, niezwykle przychylni rozwojowi turystycznego zagospodarowania śląskich Beskidów.
W latach 1931–1932 przeprowadzono pierwszą modernizację budynku, obejmującą m.in. budowę umywalni i łazienki z natryskami. Doprowadzono także, w 1933, linię telefoniczną z Ustronia.
W drugiej połowie lat 30. XX wieku szybko rósł ruch turystyczny w schronisku, które udzielało wtedy od 1000 do 5500 noclegów rocznie. Wymusiło to dalsze zwiększenie liczby miejsc noclegowych. Schronisko dysponowało wtedy 120 miejscami, z tego 62 na łóżkach i 58 na doraźnie rozkładanych siennikach, częściowo na poddaszu. Ceny noclegów wynosiły: w łóżku od 1,70 do 2,50 zł, dla członków PTT od 1,00 do 1,50 zł i dla młodzieży od 0,75 do 1,50 zł; na sienniku (dla grup) od 0,50 do 1,00 zł. Już wówczas w schronisku znajdowała się stacja ratownictwa górskiego, wyposażona w apteczkę i najniezbędniejszy sprzęt.
Od 1937 dzierżawcą schroniska był Karol Kroker, który jednocześnie kierował schroniskiem Oddziału Górnośląskiego PTT na Przysłopie pod Baranią Górą. W 1939 gospodarzem schroniska został Rudolf Hulanik.

### Lata II wojny światowej
W dniu wybuchu II wojny światowej, 1 września 1939, do schroniska dotarła jednostka polskich saperów, która wycofując się przed ofensywą niemiecką wysadziła w Wiśle część mostów i sieci telefonicznej. Ponieważ żołnierze nie byli w stanie transportować dalej znacznych zapasów materiałów wybuchowych, zdetonowali je kilkaset metrów od budynku. Eksplozja była tak silna, że wyrwała schroniskowe okna wraz z framugami. Były to jedyne uszkodzenia schroniska w kampanii wrześniowej i w czasie całej wojny.
Po zakończeniu działań wojennych jesienią 1939 schronisko przejął Beskidenverein. Dzierżawca obiektu, Rudolf Hulanik, przyjął niemiecką listę narodowościową i pozostał w roli gospodarza. Na miejscu pozostał również całkowicie polski personel schroniska. Dzięki drodze dojazdowej i bliskości Ustronia frekwencja w schronisku była wysoka. W sezonie letnim nie tylko w dni świąteczne, ale i popołudniami dni powszednich na polanie przebywało wielu Niemców, których przyciągała dobra kuchnia i dobrze schłodzone piwo.
W 1942 w schronisku zainstalował się posterunek obserwacyjny Luftwaffe. Na dachu budynku wzniesiono 3-metrową wieżę, z której żołnierze zaczęli wkrótce prowadzić obserwacje alianckich samolotów, latających nad cele położone na Górnym Śląsku i w Zagłębiu Ostrawsko-Karwińskim. Obsługa posterunku, poza dowódcą składająca się z samych Czechów wcielonych do armii niemieckiej, mieszkała w schronisku.
Jesienią 1944 gospodarz schroniska Rudolf Hulanik, został wcielony do Wehrmachtu. Jednocześnie zbliżający się front ograniczył znacznie ruch turystyczny. W kwietniu 1945 na grzbiecie górskim biegnącym od Równicy po Przełęcz Salmopolską zajęły stanowiska oddziały z niemieckiej 3 Dywizji Górskiej. Personel schroniska został wyeksmitowany (Polacy ci znaleźli schronienie w samotnej chałupie na niedalekim Beskidku pod Orłową), a jego miejsce zajęli niemieccy strzelcy górscy. Pod szczytem pospiesznie budowano okopy, zaś przy drodze poniżej schroniska zajęła pozycje bateria artylerii. Na skutek błyskawicznych postępów frontu na przedgórzu Beskidu Śląskiego 1 maja 1945, w obawie przed okrążeniem, Niemcy pospiesznie opuścili te stanowiska, schodząc do Ustronia.

### Lata powojenne
Po zakończeniu II wojny światowej obiekt był jednym z pierwszych schronisk uruchomionych przez Polskie Towarzystwo Tatrzańskie w Beskidzie Śląskim.
Po zakończeniu działań wojennych schronisko zostało zabezpieczone przez działaczy reaktywowanego 30 czerwca 1945 Polskiego Towarzystwa Turystycznego „Beskid” w Cieszynie. Wkrótce zostało przejęte i uruchomione przez macierzysty Oddział Górnośląski Polskiego Towarzystwa Tatrzańskiego, który m.in. odnowił wnętrza i wybudował koło schroniska budynek gospodarczy. Od 1952 schronisko było zarządzane przez kolejne jednostki gospodarcze, powoływane przez Zarząd Główny Polskiego Towarzystwa Turystyczno-Krajoznawczego.
W latach 1966–1968 obiekt poddano gruntownemu remontowi. Do schroniska doprowadzono wodociąg z Jaszowca. Wymieniono wszystkie instalacje i wprowadzono centralne ogrzewanie. Przebudowano zaplecze gastronomiczne tak, by mogło ono sprostać wymogom obsługi wycieczek zbiorowych i z roku na rok zwiększającej się liczby gości indywidualnych. W dwu-, trzy- i wieloosobowych sypialniach znajdowały się 52 miejsca noclegowe. Jadalnie, poszerzone o dawne werandy, otrzymały nowe wyposażenie i regionalny wystrój. Mieściły 80 miejsc konsumpcyjnych. Przed wejściem zbudowano namiotowe zadaszenie, chroniące drzwi przed wiatrem i śniegiem. W latach 70. XX wieku schronisko uzyskało dwukrotnie główną nagrodę – Wielki Złoty Klucz – w ogólnopolskim konkursie Zrzeszenia Polskich Hoteli Turystycznych na najgościnniejszy obiekt hotelowy w Polsce. W tym czasie (1972-1985) prowadzili je Stanisława i Eugeniusz Mynarscy, a po nich – Jan Jeleśniański.
W 1989 schronisku nadano imię Edmunda Kaźmierczaka, długoletniego działacza Górnośląskiego Oddziału Polskiego Towarzystwa Tatrzańskiego i niestrudzonego animatora polskiej turystyki w Beskidzie Śląskim. Jego postać przypomina pamiątkowa tablica, wmurowana w ścianę budynku. Imieniem Edmunda Kaźmierczaka nazwano również znakowany zielonym kolorem szlak turystyczny, wiodący do schroniska z Brennej.
W 1995 schronisko powróciło we władanie Oddziału Górnośląskiego PTTK w Katowicach. Obok remontu dachu i systemów kominowych wybudowano również kominek w sali jadalnej, której wystrój wzbogacono o elementy nawiązujące do regionalnych tradycji i historii turystyki w Beskidzie Śląskim. Zmodernizowano otoczenie schroniska. W Międzynarodowym Roku Gór (2002) spotkali się tu uczestnicy Pierwszego Równoczesnego Przejścia Głównego Szlaku Górskiego (25 maja) oraz Spotkań na Szczytach (14 września). W tym samym roku gościli tu również przedstawiciele władz naczelnych PTTK, Klubu Czeskich Turystów i Klubu Słowackich Turystów, podpisujący 29 czerwca porozumienie w sprawie dalszej współpracy.

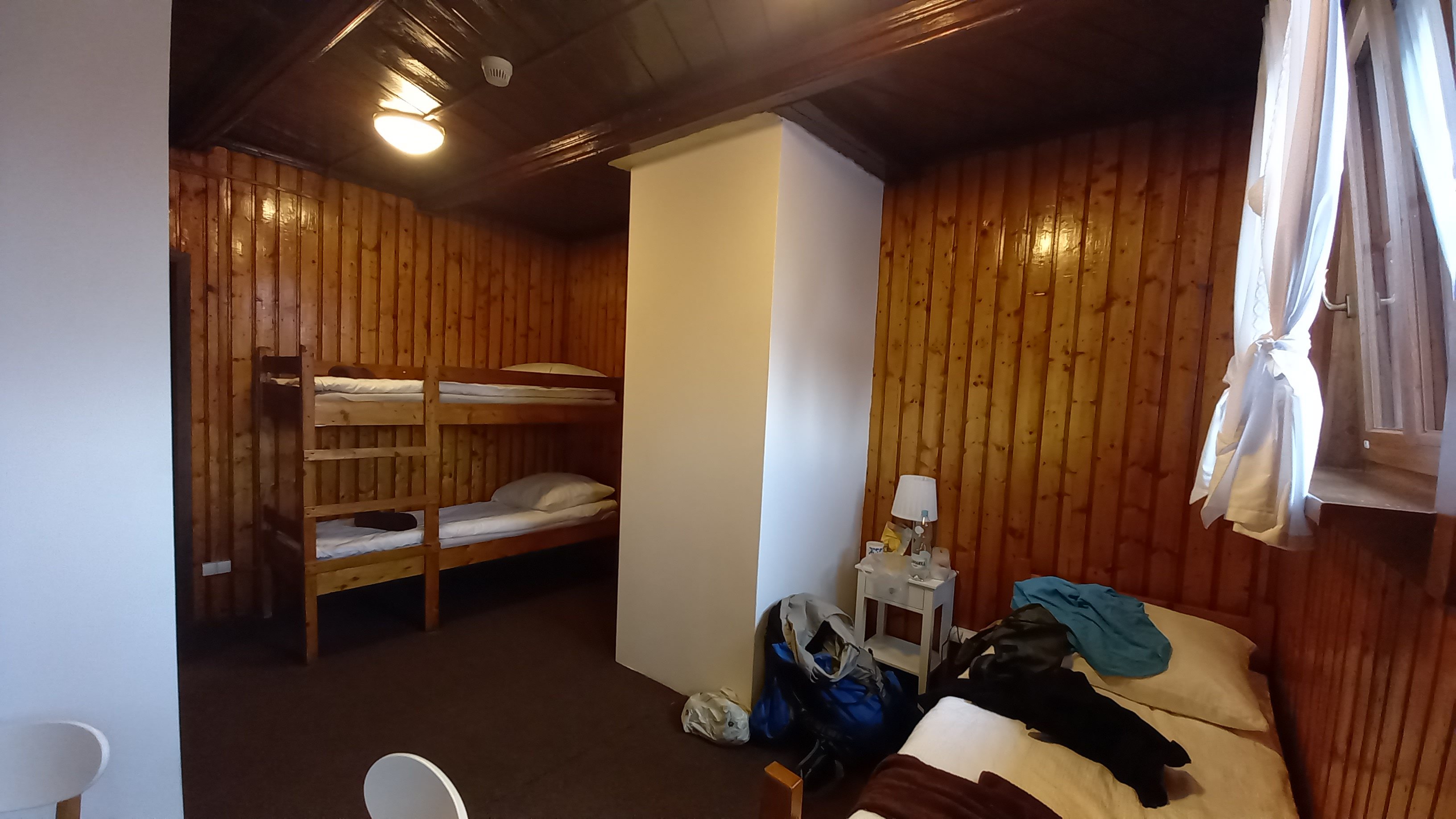
Pokój w gościńcu na Równicy. Rok 2022.

W 2016 obiekt został skreślony z listy schronisk PTTK i zmienił swój status na gościniec.

## Szlaki turystyczne
Ustroń stacja PKP – Schronisko PTTK na Równicy – Ustroń Polana (Główny Szlak Beskidzki)
 Skoczów – Górki Małe – Równica – Schronisko PTTK na Równicy
 Schronisko PTTK na Równicy – Brenna – Błatnia
 Schronisko PTTK na Równicy – Orłowa – Trzy Kopce Wiślańskie